# Ishq
Ishq (с араб. — «Любовь») — британская музыкальная группа, пишущая электронную музыку в стиле psybient. Группа создана Мэтью Хиллиром и Джаклин Керсли

## История возникновения
История Ishq начинается со знакомством Мэтта Хиллира с Джейком Стивенсоном, с которым они вместе создают проект Crystal Moon, записывая всего один альбом, но позже, уже в 2008 году снова обращается к помощи Джейка при записи альбома «Visions of Surya» . Городская суматоха вынуждает Мэтта в конце 90-х Переехать в тихий и загадочный Корнуолл, где в спокойной атмосфере чистого провинциального воздуха занимается самолечением и музыкой. Теперь музыка Мэтта Хиллира стала образцом красивейшего, воздушного эмбиента, воплощением которого явился первый альбом Ishq — «Orchid» в 2001 году.

## Дальнейшее развитие
В 2005 году в количестве всего пятисот экземпляров на лейбле Virtual Musical Reality выходит второй альбом Ishq под названием «Magik Square of the Sun», который в отличие от первого релиза это уже не просто медитативный «обволакивающий» эмбиент, а музыка неизбежно включающая фантазию и вовлекающая в поток непрерывного поиска ассоциаций. Название проекта на втором альбоме слегка модифицируется из Ishq в Ishvara. Два последующих альбома выходят на том же лейбле, и тоже под разными псевдонимами: Elve и Colourform. Объяснение этому нашлось в 2008 году, когда на официальном сайте Ishq Мэтт Хиллир публикует свою, направленную в будущее, сложную концепцию создания последующих альбомов. Всего их планируется выпустить десять в четырёх концептуальных стилях: «Виртуальные миры» (детальная и сложная проработка звукового ландшафта), «Виртуальное пространство» (наибольшее внимание уделяется глубине звукового пространства), «Виртуальные формы» (новые формы гармонии электронного эмбиента) и «Виртуальный свет» (музыка вызывающая глубокие размышления). При переходе между этими различными стилями, и даже при работе над разными альбомами, Мэтт Хиллир посчитал, что изменяется как композитор, общим остается только биологическое его начало как носитель. Этим и объясняется изменение названия группы от альбома к альбому. Однако, уже созданные из этой линейки на одном лейбле альбомы «Magik Square of the Sun» (2005), «Infinite Garden» (2006), «Visions of Surya» (2008) и «Emerald» (2010), имеющие стилистику «Виртуальных миров» и альбом «Timelapse in Mercury» (2008), относящийся к стилистике «Виртуального пространства», по логике слушателя следовало бы относить к авторству Ishq. Параллельно с реализацией концепции «Виртуальный …» Ishq записывает два альбома в соавторстве с Pan Electric и Steve Brand: «About Time» и «Spiritual Science / The Voice From Home» соответственно, а также собственные альбомы: «Lotus», «Fluid Earth» и «Sama», не подпадающие под классификацию концепции.

## Дискография
2001: Orchid
2005: Magik Square of the Sun
2006: Infinite Garden
2008: Visions of Surya
2007: Lotus
2008: Timelapse in Mercury
2008: About Time
2009: Spiritual Science / The Voice From Home
2010: Fluid Earth
2010: Sama
2010: Emerald
2011: Lotus
2012: Flowering Mountain Earth
2017: Archetypes Of Light
2022: Eos

## Сборник треков не вошедших в официальные релизы
2007: Jasmin